# 绿背斑啄木鸟
绿背斑啄木鸟（学名：Campethera taeniolaema）是啄木鸟科绿背斑啄木鸟属的一个种，发现于刚果东部到肯尼亚与坦桑尼亚等地。